# 降钙素原
降钙素原（procalcitonin，PCT）是降鈣素的前肽，于内肽酶裂解降钙素原前体（preprocalcitonin）后出现。
降钙素原属一种蛋白质（糖蛋白），可作诊断和监测细菌等病原微生物感染严重程度的一个参数。当全身性细菌、真菌、寄生虫感染及脓毒血症和多脏器功能衰竭时，PCT水平會升高，升高的程度与感染的严重程度相关。经抗生素治疗后，PCT水平会下降。降钙素原於20世纪70年代首次发现。它由116个氨基酸组成，由甲状腺的濾泡旁細胞以及肺和肠的神经内分泌细胞产生。